# Shinejinst
Le sum de Shinejinst (mongol : ᠰᠢᠨᠡᠵᠢᠩᠰᠡᠲᠦ
ᠰᠤᠮᠤ, cyrillique : Шинэжинст сум, MNS : Shinejinst sum) est situé dans l'aimag (ligue) de Bayankhongor, en Mongolie.